# Association sportive municipale belfortaine Football Club
Maillots
Actualités
L'Association sportive municipale belfortaine FC, abrégé en ASM Belfort, est un club de football français fondé en 1971 et basé à Belfort en Franche-Comté après la fusion de l'Association sportive des patronages belfortains avec l'US Belfort, mais n'a jamais accédé au statut professionnel. L'équipe évolue actuellement en National 3 après 2 saisons en National (D3) et dispute ses matchs à domicile au stade Roger-Serzian. Le club est entraîné par Anthony Hacquard depuis 2017.

## Histoire

### Genèse du club (1947-1971)
Durant les années 1960, le territoire de Belfort avait en son sein deux clubs de football qui évoluaient chacun en Division d’Honneur. On retrouvait l’Union Sportive Belfortaine (U.S.B.) un club laïc et l’ Association Sportive Patronale Belfortaine (A.S.P.B.), un club à connotation religieuse, présidé par un riche industriel de la région qui apporta dans le club une part importante de sa fortune personnelle.
L’A.S.P.B. réalise de bonnes performances sportives qui lui permettent d’être promue dans la division supérieure, en CFA 3 - Groupe Est à l’époque, l’équivalent du National. En 1971, la mairie intervient et décide la fusion des deux clubs. À la suite de cela, l’Association Sportive Municipale Belfortaine voit le jour.

### Entre Division d'Honneur et CFA (1971-2015)

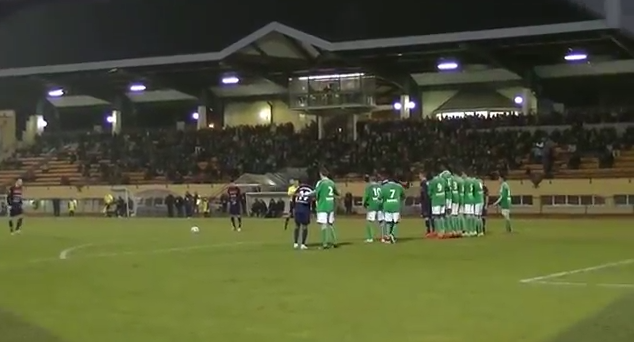
L'ASM Belfort face à la réserve de l'AS Saint-Étienne le 28 mars 2015 au stade Roger-Serzian.

Le club franc-comtois engage en 2002 Maurice Goldman en tant qu'entraîneur de l'équipe fanion alors en Division d'Honneur. Avec très peu de moyens, ce professeur d'EPS, également conducteur de minibus, réussit à faire monter le club au rang supérieur en l'espace d'une saison. La dernière promotion en CFA 2 est acquise en 2003 à la suite d'une deuxième place en DH Franche-Comté et un match de barrage. C'est la septième fois que le club parvient à s'extraire du niveau régional. En 2007, le club prend son indépendance de l’ASM Belfort Générale et devient l’ASM Belfort Football Club durant l’année de sa première montée en CFA.  
En 2007, l'ASM Belfort dirigée par Maurice Goldman termine à la première place de son groupe de CFA 2, avec 97 points, devançant ainsi la réserve de Troyes. Cette saison fut aussi marquée par la spectaculaire série de victoires lors des matchs retours (14 victoires de suite et une seule défaite, lors du dernier match de la saison). Le 15 juin à Champagnole en coupe de Franche-Comté, l'ASMB gagne la finale contre Morbier par 4 buts à 1.
Lors de la coupe de France 2013, le club belfortain atteint les 32e de finale en battant le FC Ste-Marguerite au tour précédent sur le score de 0-1. L'ASMB s'incline à domicile face au Havre 1-3 en encaissant 2 buts lors des arrêts-de-jeu. Ce match qui s'est déroulé au stade Roger-Serzian, a battu le record d'affluence puisque 2450 spectateurs sont venus assister au match.

### Montée historique en National (2015-2017) puis épopée en Coupe de France (2020)
Lors de la saison 2014-2015, l'ASM Belfort réalise un parcours remarquable grâce notamment à son jeune meneur de jeu Kévin Hoggas. En mai 2015, le club termine premier de son groupe en CFA (D4) et est promu en National (D3) pour la première fois de son histoire,. Une montée qui est synonyme d'augmentation des subventions de la municipalité (200 000 euros) que va percevoir le club afin d'engager des travaux de rénovation des vestiaires et de professionnaliser l'entité belfortaine.
Contre toute attente, l'un des plus petits budgets du National prend la tête du classement à la trêve hivernale. Champions d'automne, les Belfortains vivent cependant une deuxième partie de saison plus difficile, ne remportant que deux de leurs dix-huit matchs de championnat et n'amassant que douze points contre vingt-neuf en première partie de saison. L'ASMB arrache finalement son maintien lors de la dernière journée à domicile contre Strasbourg (0-0).
Dépourvus de la dynamique du promu, les Belfortains vivent une deuxième saison cauchemardesque ne quittant presque jamais la zone relégable. Lanterne rouge du championnat avec seulement 31 points, le club belfortain redescend en quatrième division, renommée National 2 entre-temps, à l'issue de la saison. En 2018, l'entraîneur historique Maurice Goldman (seize saisons) passe la main à son ancien joueur Anthony Hacquard.
En 2020, le club réalise une épopée historique en Coupe de France parvenant à éliminer deux clubs professionnels, Nancy (Ligue 2) en seizième-de-finale (3-1) puis Montpellier (Ligue 1) en huitième (0-0, 5-4 aux tab). Ce parcours suscite alors un engouement local et médiatique inédit dans la région belfortaine. Les Rouges et Bleus disputent leur quart-de-finale au Stade Bonal (enceinte habituelle du FC Sochaux) devant 19 000 spectateurs face au Stade rennais mais sont défaits 3-0 par les Bretons.

## Identité du club

### Logos

Logo jusqu'en 2022.
Logo depuis 2022.

## Palmarès et résultats sportifs

### Titres et trophées
Le tableau suivant liste le palmarès du club dans les principales compétitions officielles auxquelles il participe.
| Compétitions nationales | Compétitions régionales                                                                | Compétitions locales                                                       |
| --- | -------------------------------------------------------------------------------------- | -------------------------------------------------------------------------- |
| - National (D3) - Meilleure performance : 14e en 2016. - Championnat de France amateur (D4) - Vainqueur de groupe : 2015 - Championnat de France amateur 2 (D5) - Vainqueur de groupe : 2007 - Coupe de France - Meilleure performance : Quart de finale (2020) | - Division d'Honneur Franche-Comté (1) - Champion : 1960, 1968, 1972, 1974, 1976, 1998 | - Coupe de Franche-Comté - Vainqueur : 2007, 2009, 2011 - Finaliste : 2006 |

### Parcours en Coupe de France
Le club a atteint les 32e de finale de la Coupe de France pour la première fois en 2012-2013 s'inclinant 1-3 face au Havre AC.
Pour la saison 2019/2020 le club est actuellement qualifié pour les quarts de finale, après être parvenu à éliminer le Gazélec Ajaccio, l’AS Nancy Lorraine ainsi que le Montpellier Hérault SC, tous clubs professionnels et affrontera le Stade Rennais FC au Stade Auguste-Bonal à Montbéliard

### Bilan sportif
- 2003/04 : 3e du groupe C de CFA 2
- 2004/05 : 14e du groupe B de CFA 2
- 2005/06 : 10e du groupe C de CFA 2
- 2006/07 : 1er du groupe B de CFA 2, vainqueur de la Coupe de Franche-Comté
- 2007/08 : 16e du groupe B de CFA
- 2008/09 : 6e du groupe C de CFA 2, vainqueur de la Coupe de Franche-Comté
- 2009/10 : 2e du groupe C de CFA 2
- 2010/11 : 13e du groupe B de CFA, vainqueur de la Coupe de Franche-Comté
- 2011/12 : 11e du groupe B de CFA
- 2012/13 : 13e du groupe B de CFA
- 2013/14 : 8e du groupe B de CFA
- 2014/15 : 1er du groupe B de CFA, promu en National lors de la saison 2015-2016.
- 2015/16 : 14e du National
- 2016/17 : 18e du National
- 2017/18 : 9e du groupe B de National 2
- 2018/19 : 12e du groupe D de National 2
- 2019/20 : 13e du groupe A de National 2, quarts de finale de la Coupe de France
- 2020/21 : 11e du groupe B de National 2, (championnat abandonné après 9 journées)
- 2021/22 : 12e du groupe B de National 2
- 2022/23 : 13e du groupe B de National 2
- 2023/24 : e du groupe B de National 3

## Personnalités du club

### Anciens joueurs
| Rang | Nom              | Buts | Matchs | Carrière au club                                |
| ---- | ---------------- | ---- | ------ | ----------------------------------------------- |
| 1    | Thomas Régnier   | 34   | 109    | depuis 2013                                     |
| 2    | Mevludin Cuskic  | 31   | 150    | 2006 - 2008 2009 - 2010 2011 - 2012 depuis 2012 |
| 3    | Youssouf Ahamadi | 23   | 119    | depuis 2012                                     |
| 4    | Kévin Hoggas     | 18   | 92     | 2012 - 2015                                     |
| 5    | Alexandre Kuznik | 14   | 56     | 2002 - 2014                                     |

| Rang | Nom              | Matchs | Carrière au club                                |
| ---- | ---------------- | ------ | ----------------------------------------------- |
| 1    | Guillaume Arisi  | 435    | 2004-2021                                       |
| 2    | Stéphane Véron   | 201    | depuis 2010                                     |
| 3    | Nasser Tahiri    | 170    | depuis 2002                                     |
| 4    | Mevludin Cuskic  | 150    | 2006 - 2008 2009 - 2010 2011 - 2012 depuis 2012 |
| 5    | Anthony Hacquard | 134    | 2011 - 2016                                     |

Au cours de son histoire, le club belfortain a compté dans ses rangs plusieurs joueurs qui ont marqué de leur empreinte l'histoire du club. Le défenseur français Guillaume Arisi est le joueur le plus capé sous le maillot belfortain avec 435 apparitions suivi de près par le portier français Stéphane Véron avec 201 apparitions. Au rayon des meilleurs buteurs, c'est l'attaquant français Thomas Régnier qui occupe la première place avec 34 réalisations suivi de l'attaquant bosniaque Mevludin Cuskic auteur de 31 réalisations sous le maillot de l'ASM Belfort.
Plusieurs joueurs internationaux ont également arboré la tunique belfortaine comme l'attaquant international sénégalais Famara Diédhiou, l'attaquant international tunisien Francileudo Santos, le défenseur international béninois David Kiki ou encore l'ailier français Romain Hamouma.

### Historique des entraîneurs
Le tableau ci-dessous dresse la liste non exhaustive des différents entraîneurs du club belfortain au cours de son histoire.
| Nom                                              | Période   |
| ------------------------------------------------ | --------- |
| Robert Bahl                                      | 1965-1969 |
| Maurice Goldman                                  | 2002-2017 |
| Anthony Hacquard (avec Nasser Tahiri en 2023-24) | 2017-2024 |
| Alexandre Demougeot                              | 2024-     |

## Structures du club

### Structures sportives

#### Stades

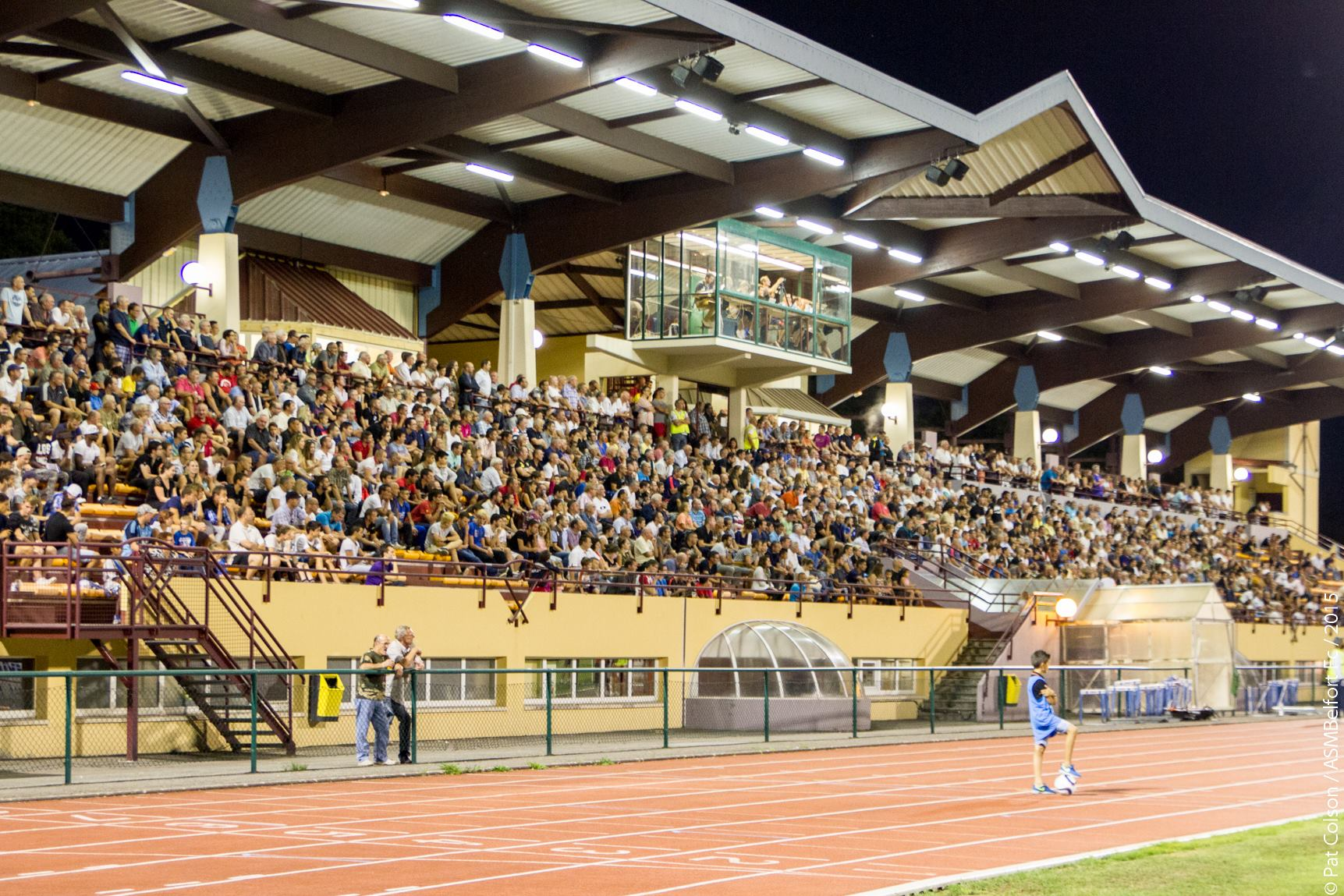
Stade Roger-Serzian.

L'ASM Belfort évolue dans une enceinte de 5 500 places inaugurée en 1990.

### Aspects juridiques et économiques

#### Sponsoring
Lors de la saison 2009-2010, le club a pour sponsor l'enseigne de restauration rapide Quick. Depuis la saison 2018/2019 le club a pour équipementier Kappa.